# Аналгетик
Аналгетик је било који из разноврсне групе лекова који се користе да отклоне бол (постигну аналгезију). Реч аналгетик потиче од грчког ан- (без) и -алгија (бол). Аналгетици на разне начине делују на периферни и централни нервни систем; међу њима су парацетамол (ацетаминофен), нестероидни антиинфламаторни лекови (НСАИЛ), као што су салицилати, наркотички лекови попут морфијума, синтетички лекови са наркотичким својствима као што је трамадол, и разни други. Неке друге класе лекова се обично не сматрају аналгетицима, али се користе за лечење неуропатских синдрома бола; међу њима су трициклички антидепресанти и антиконвулзанти.